# Steven Sharfstein
Steven Samuel Sharfstein (* 2. Juli 1942 in New York City) ist ein US-amerikanischer Psychologe und Psychiater.

## Leben
Sharfstein besuchte nach seiner Schulausbildung das Dartmouth College, wo er den B.A. erreichte. Danach ging er an das Albert Einstein College of Medicine in New York City, wo er 1968 seinen M.D. erlangte. Nach seinem Studienabschluss war er von 1969 bis 1972 am Massachusetts Mental Health Center in Boston, Massachusetts und danach von 1972 bis 1973 am John F. Kennedy of Government, M.P.A. Sharfstein war 2006 der Präsident der psychiatrischen Organisation American Psychiatric Association. Des Weiteren ist Sharfstein Clinical Professor und Vizepräsident des Department of Psychiatry an der University of Maryland.
Sharfstein ist der Autor von mehr als 150 wissenschaftlichen Beiträgen und 40 Buchkapiteln sowie Mitautor von zehn Büchern.